# چوکیبامبیا
چوکیبامبیا (به اسپانیایی: Chuquibambilla) یک شهرک در پرو است که در منطقه اپوریماک واقع شده‌است. چوکیبامبیا ۳٬۳۲۰ متر بالاتر از سطح دریا واقع شده‌است.